# Теофілус Дьонгес
Теофілус Ебенгазер Дьонгес (афр. Theophilus Ebenhaezer Dönges) (8 березня 1898 — 10 січня 1968) — південноафриканський політик, що був обраний президентом Південно-Африканської Республіки, але помер, не встигнувши вступити на посаду, у віці 69 років.

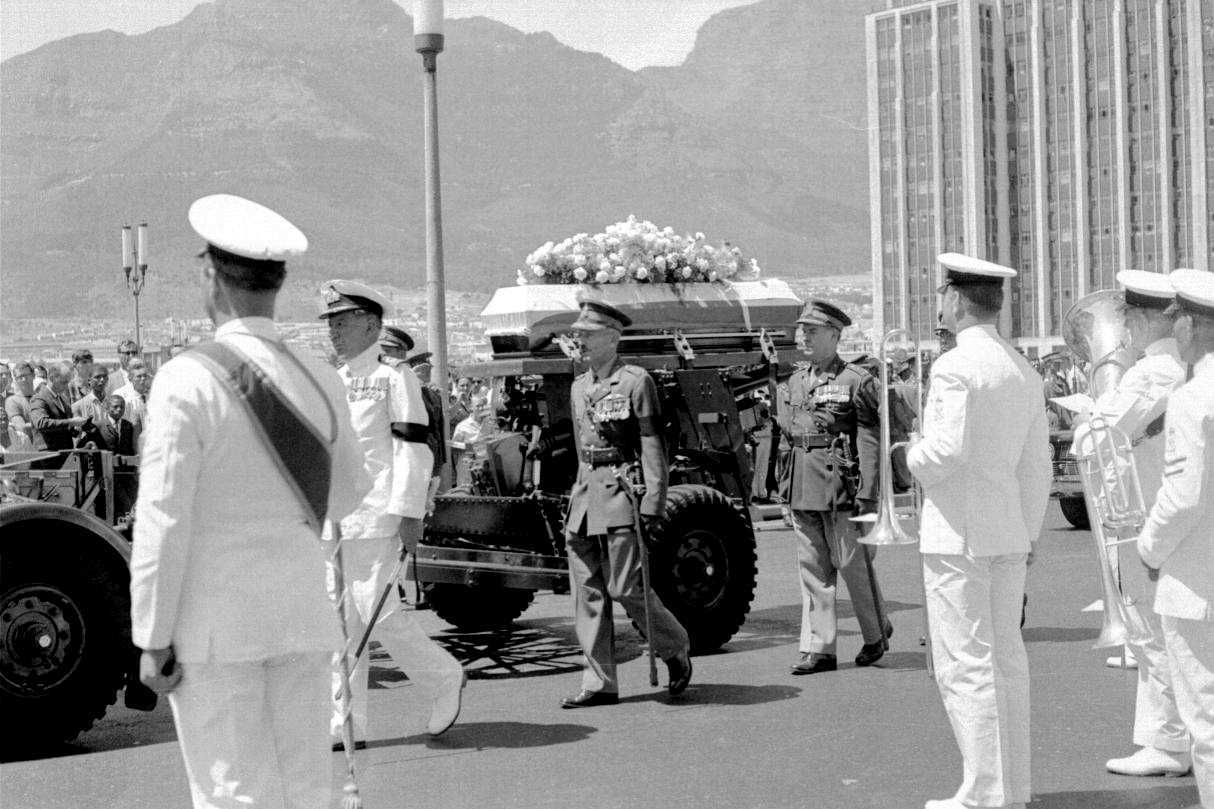
Державний похорон Дьонгес у Кейптауні, січень 1968 року

Доктор Дьонгес був старшим членом Національної партії, яка правила у Південній Африці з 1948 по 1994 рік. Як міністр внутрішніх справ у 1948—1961 був одним із так званих «архітекторів апартеїду». Започаткував реєстрацію населення на основі расових ознак і вилучив «кольорових» із загального списку виборців.
Був міністром фінансів у 1958–1967.
Після вбивства прем'єр-міністра Фервурда виконував обов'язки прем'єр-міністра перед тим, як з'їзд Національної партії призначив Форстера прем'єр-міністром.
Дьонгес був обраний президентом після відходу у відставку Сварта 1 червня 1967 р. Але він переніс інсульт і впав у кому, перш ніж вступив на посаду. Помер 1968 року, не приходячи до тями.
6 грудня 1967 р. його заступник Джошуа Науде офіційно замінив Дьонгеса на посаді.
Дьонгес посмертно отримав почесті колишнього президента, тобто державний похорон. Також його зображення було викарбувано на монетах наступного року.